# Anna Maria di Baden-Durlach
Anna Maria di Baden-Durlach (Strasburgo, 29 maggio 1617 – Basilea, 17 ottobre 1672) fu una poetessa e pittrice tedesca. Era figlia del margravio Giorgio Federico di Baden-Durlach.

## Biografia
Anna Maria era una figlia del margravio Giorgio Federico di Baden-Durlach e della seconda moglie, Agata di Erbach. Dopo la morte della madre, avvenuta nel 1621, essa crebbe sotto le cure della fedele istitutrice Starschedel nel castello del drago sul fiume Ill, a Strasburgo. Come la sorella minore Elisabetta, ricevette un'ottima istruzione, nonostante all'epoca stesse infuriando la guerra dei trent'anni. Aveva un chiaro talento poetico ed artistico ed infatti iniziò a scrivere e dipingere piuttosto presto.
Secondo Karl Obser (1935) la sua poesia era influenzata dalla società strasburghese Aufrichtigen Gesellschaft von den Tannen. Anna Maria scrisse poemi e aforismi: «Essi sono liberi da lacrime barocche ed esprimono la loro saggezza istruttiva e il loro semplice significato religioso in una maniera piacevole. L'elemento poetico è piccolo, ma la visione divina della vita trova e dà consolazione». «Alcuni esempi di introduzione possono illustrare il loro scopo morale e di esperienza di vita: la Rabbia è il demonio di tutti i demoni. Un amico fedele è un grande tesoro, preghiera di umiltà, pensiero dall'eternità, la Beltà passa, la virtù persiste».
Anna Maria di Baden-Durlach scrisse anche un poema sul re svedese Gustavo II Adolfo e una bucolica sul the Lord's President Selmmitzen Feldgut zu Berghausen. Trascrisse inoltre poemi dall'italiano al francese. I suoi lavori letterari non furono mai pubblicati mentre era in vita.
Tra le sue opere pittoriche troviamo disegni a sanguigna, a china e a penna, ritratti e schizzi sul modello olandese, composizioni di fiori e animali. Solitamente donava i suoi lavori a famigliari o amici.
Anna Maria è spesso associata alla sorella minore, Elisabetta, anch'essa attiva in campo artistico anche se meno dotata. Lavorarono assieme su molte opere. Anna Maria mantenne contatti con numerosi artisti. Dopo aver trascorso la giovinezza a Strasburgo, nella fase successiva della sua vita risiedette alternativamente presso le corti del margraviato di Basilea e Strasburgo. Anna Maria non si sposò mai. Morì a Basilea, ma venne sepolta a Pforzheim, il 1º novembre 1672.

## Ascendenza
|                                   |   |                                | Genitori                              |  |  | Nonni |  |  | Bisnonni                   |  |  | Trisnonni             |  |
|                                   |   |                                |                                       |  |  |       |  |  | Ernesto I di Baden-Durlach |  |  | Cristoforo I di Baden |  |
|                                   |   |                                |                                       |  |  |       |  |  | Ernesto I di Baden-Durlach |  |  | Cristoforo I di Baden |  |
|                                   |   | Ottilia di Katzenelnbogen      |                                       |  |  |       |  |  | Ernesto I di Baden-Durlach |  |  |                       |  |
| Carlo II di Baden-Durlach         |   |                                |                                       |  |  |       |  |  | Ernesto I di Baden-Durlach |  |  |                       |  |
|                                   |   | Ursula di Rosenfeld            | Giorgio di Rosenfeld                  |  |  |       |  |  |                            |  |  |                       |  |
|                                   |   | Ursula di Rosenfeld            | Giorgio di Rosenfeld                  |  |  |       |  |  |                            |  |  |                       |  |
|                                   |   | Ursula di Rosenfeld            | …                                     |  |  |       |  |  |                            |  |  |                       |  |
| Giorgio Federico di Baden-Durlach |   | Ursula di Rosenfeld            |                                       |  |  |       |  |  |                            |  |  |                       |  |
|                                   |   | Roberto del Palatinato-Veldenz | Alessandro del Palatinato-Zweibrücken |  |  |       |  |  |                            |  |  |                       |  |
|                                   |   | Roberto del Palatinato-Veldenz | Alessandro del Palatinato-Zweibrücken |  |  |       |  |  |                            |  |  |                       |  |
|                                   |   | Roberto del Palatinato-Veldenz | Margherita di Hohenlohe-Neuenstein    |  |  |       |  |  |                            |  |  |                       |  |
| Anna di Veldenz                   |   | Roberto del Palatinato-Veldenz |                                       |  |  |       |  |  |                            |  |  |                       |  |
|                                   |   | …                              | …                                     |  |  |       |  |  |                            |  |  |                       |  |
|                                   |   | …                              | …                                     |  |  |       |  |  |                            |  |  |                       |  |
|                                   |   | …                              | …                                     |  |  |       |  |  |                            |  |  |                       |  |
| Anna Maria di Baden-Durlach       |   | …                              |                                       |  |  |       |  |  |                            |  |  |                       |  |
|                                   | … | …                              |                                       |  |  |       |  |  |                            |  |  |                       |  |
|                                   | … | …                              |                                       |  |  |       |  |  |                            |  |  |                       |  |
|                                   | … | …                              |                                       |  |  |       |  |  |                            |  |  |                       |  |
| …                                 | … |                                |                                       |  |  |       |  |  |                            |  |  |                       |  |
|                                   |   | …                              | …                                     |  |  |       |  |  |                            |  |  |                       |  |
|                                   |   | …                              | …                                     |  |  |       |  |  |                            |  |  |                       |  |
|                                   |   | …                              | …                                     |  |  |       |  |  |                            |  |  |                       |  |
| Agata di Erbach                   |   | …                              |                                       |  |  |       |  |  |                            |  |  |                       |  |
|                                   |   | …                              | …                                     |  |  |       |  |  |                            |  |  |                       |  |
|                                   |   | …                              | …                                     |  |  |       |  |  |                            |  |  |                       |  |
|                                   |   | …                              | …                                     |  |  |       |  |  |                            |  |  |                       |  |
| …                                 |   | …                              |                                       |  |  |       |  |  |                            |  |  |                       |  |
|                                   |   | …                              | …                                     |  |  |       |  |  |                            |  |  |                       |  |
|                                   |   | …                              | …                                     |  |  |       |  |  |                            |  |  |                       |  |
|                                   |   | …                              | …                                     |  |  |       |  |  |                            |  |  |                       |  |
|                                   |   | …                              |                                       |  |  |       |  |  |                            |  |  |                       |  |